# Hôtel de Salm

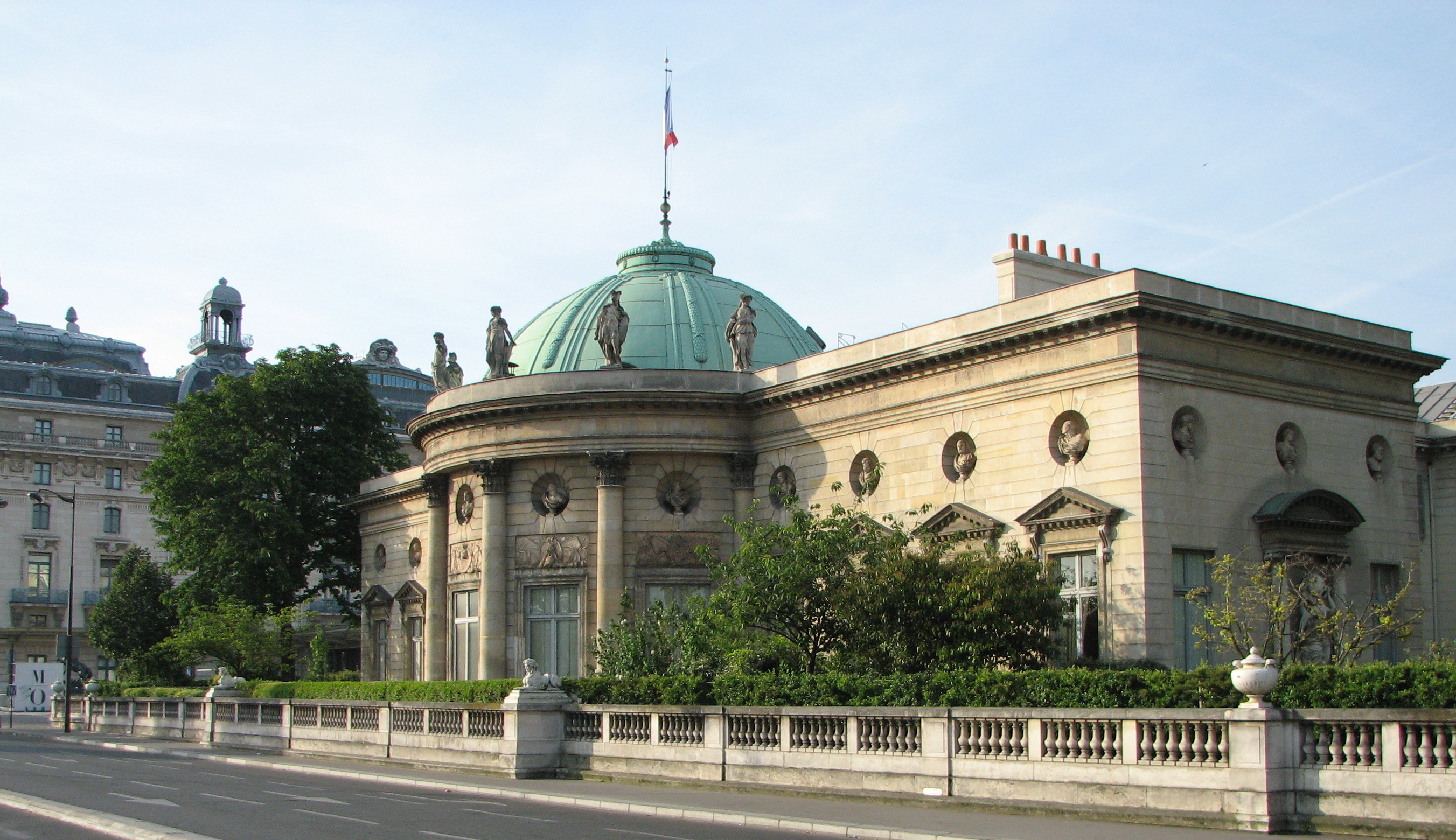
Nordostfassade zur Seine

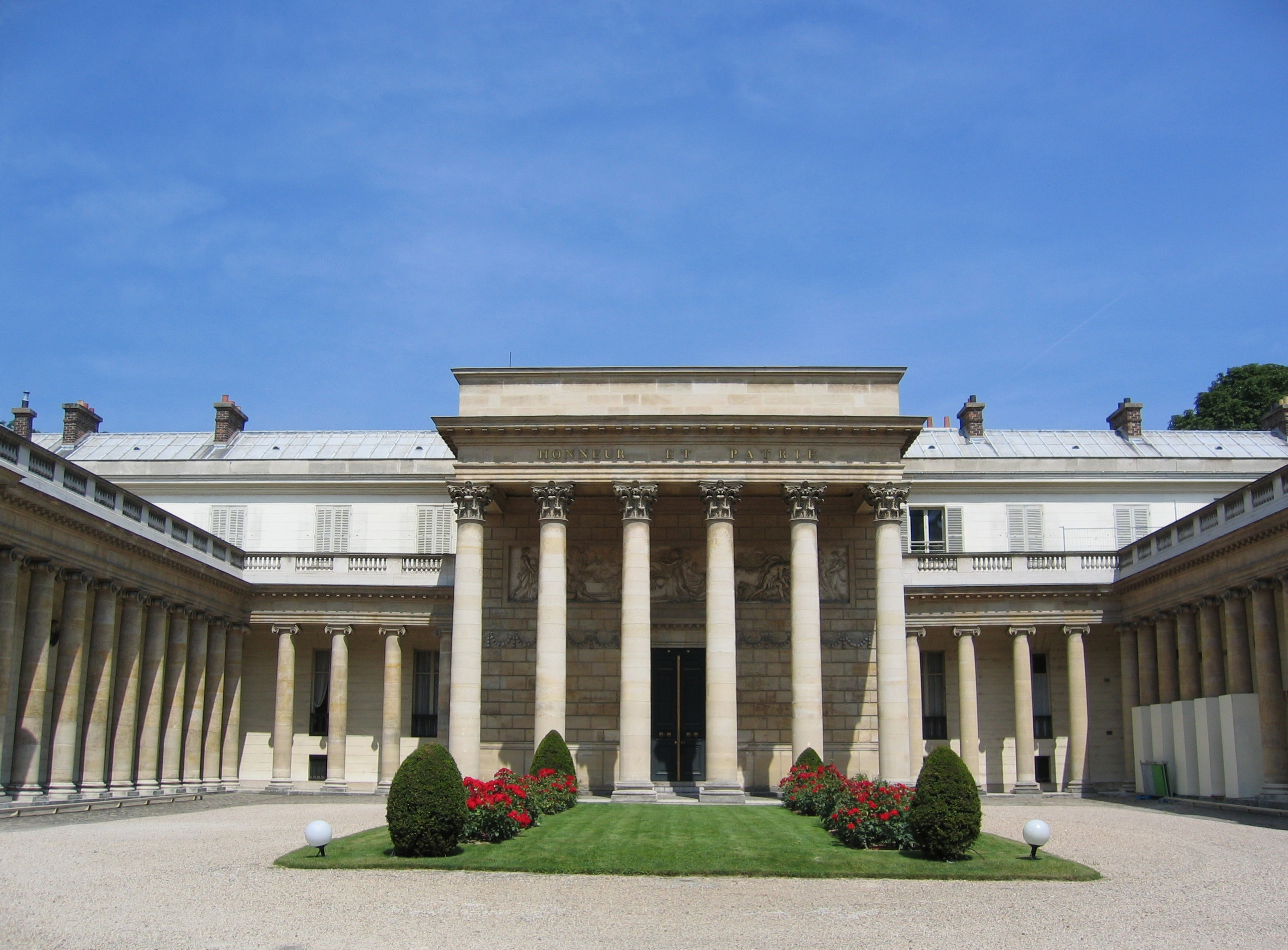
Ehrenhof des Hôtel de Salm

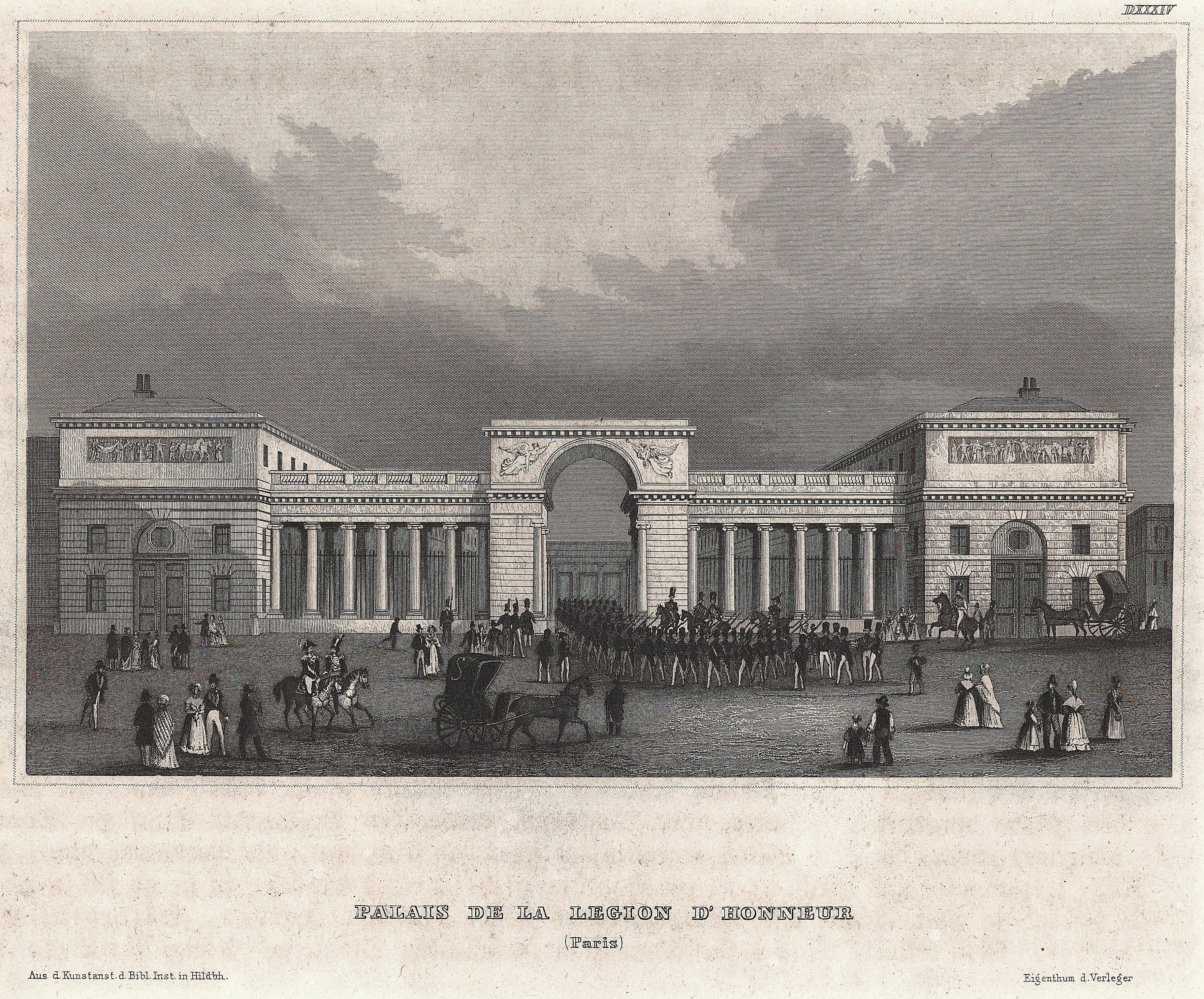
Der Palast der Ehrenlegion in den 1840er Jahren

Das Hôtel de Salm (heute Palais de la Légion d’honneur, dt. „Palast der Ehrenlegion“) ist Sitz und Museum der französischen Ehrenlegion und des Ritterordens. Es steht am linken Seineufer in Paris zwischen dem Quai Anatole-France und der Rue de Lille, westlich des Musée d’Orsay.

## Geschichte
Das Hôtel de Salm entstand zwischen 1783 und 1787 nach Plänen der Architekten Pierre Rousseau (1751–1829) und Antoine-François Peyre für den deutschen Fürsten Friedrich III. zu Salm-Kyrburg. Am 12. Juli 1782 war er Eigentümer eines großen Grundstücks geworden, das er von Prince de Conti erwarb. Zwischen 1783 und 1788 ließ er an die Rue de Lille das klassizistische Hôtel de Salm errichten. Im Januar 1783 wurden der Grundriss, die Aufrisse des Gebäudes und die Vertragsbedingungen festgelegt und präzisiert. Thomas Jefferson war 1787 so sehr beeindruckt, dass er es als Vorbild für den Umbau seines Anwesens Monticello diente. Unter anderem die Kuppel entnahm er dem Gebäude.
Der Pariser Wohnsitz der Familie Salm-Kyrburg war bald ein Treffpunkt der hochadligen Oberschicht des vorrevolutionären Frankreichs sowie der Linken der Konstituante während der Französischen Revolution und entwickelte sich später unter der Initiative von Madame de Stael zur Zeit der Direktoriums zum Club de Salm. Zur Zeit der Revolution wurde das Gebäude verstaatlicht und erhielt am 13. Mai 1804 seine neue Funktion als Sitz für die 1802 gegründete Ehrenlegion und somit auch seinen bis heute gültigen Namen.
1866 entstand entlang der neu angelegten Rue de Solférino ein Erweiterungsbau, der jedoch 1871 während der Pariser Kommune durch ein Feuer zerstört wurde. Kurz darauf wurde er unter der Mitarbeit berühmter Künstler wie dem Maler Jean-Paul Laurens rekonstruiert. Von 1922 bis 1925 entstand ein weiterer Anbau entlang der Rue de Bellechasse für das Museum der Ehrenlegion (Musée national de la Légion d’honneur et des ordres de chevalerie).

## Einfluss
Das Hotel fand viele Nachahmer. Das 1924 vollendete Museum California Palace of the Legion of Honor in San Francisco ist ein Nachbau des Hôtel de Salm. Eine weitere Kopie ist das für den Bankier Julius Porges in Rochefort-en-Yvelines bei Paris gebaute Château de Rochefort-en-Yvelines. Im niederländischen Haarlem ließ der Bankier Henry Hope das Landhaus Welgelegen nach dem Vorbild des Hôtel de Salm errichten. Auch Thomas Jefferson fand Gefallen am Hôtel de Salm und ließ die Villa seines Landsitzes Monticello bei Charlottesville, Virginia, nach dessen Vorbild errichten. Emil von Oppenheim ließ 1909 in Köln sein Palais Oppenheim nach dem Vorbild des Hôtel de Salm errichten.